# Carl Bohmansson
Carl Johan Bohmansson, född 8 juli 1814 i Karlshamns församling, Blekinge län, död 23 maj 1900 i Kristianstads församling, Kristianstads län, var en svensk rådman och politiker. Han var rådman i Kristianstad och riksdagsman för borgarståndet i Kristianstads stad och Sölvesborgs stad vid ståndsriksdagen 1862/63 samt för Kristianstad 1865/66.